# Тирнава (Долж)
Тирнава (рум. Târnava) — село у повіті Долж в Румунії. Входить до складу комуни Радован.
Село розташоване на відстані 204 км на захід від Бухареста, 26 км на південний захід від Крайови.

## Населення
За даними перепису населення 2002 року у селі проживали 279 осіб, усі — румуни. Усі жителі села рідною мовою назвали румунську.